# Platymantis montanus
Espèce
Synonymes
- Cornufer montanus Taylor, 1922
- Platymantis montana (Taylor, 1922)

Statut de conservation UICN

 VU D2 : Vulnérable
Platymantis montanus est une espèce d'amphibiens de la famille des Ceratobatrachidae.

## Répartition
Cette espèce est endémique de Luçon aux Philippines. Elle se rencontre sur les monts Banahao et Apoy.

## Publication originale
- Taylor, 1922 : Additions to the herpetological fauna of the Philippine Islands, II. The Philippine journal of science, vol. 21, p. 257-303 (texte intégral).